# قانون واسپاری

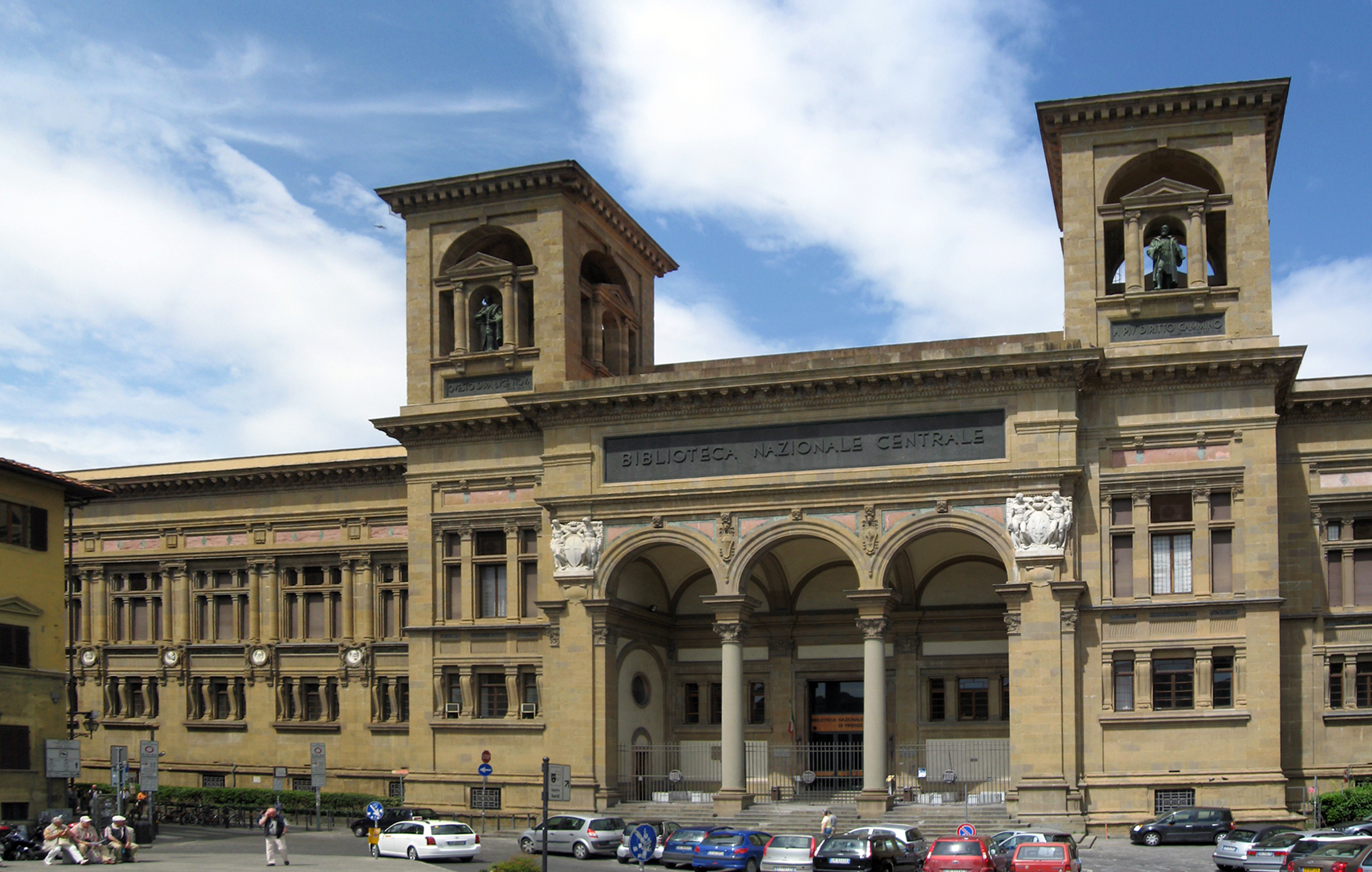
کتابخانهٔ ملی مرکزی فلورانس

قانون واسپاری (به انگلیسی: Deposit law) قانونی است که در بیشتر کشورها وجود دارد و بر مبنای آن ناشر باید یک یا چند نسخه از انتشارات خود را به رایگان در اختیار یک یا چند کتابخانه قرار دهد. چند و چون کار در قانون تصریح شده است.

## تاریخچه
به وجود آمدن قانون واسپاری را می‌توان مربوط به فرمان فرانسوای اول پادشاه فرانسه در سال ۱۵۱۵ میلادی دانست. وی طی فرمانی معروف به نسخهٔ رایگان فروش هر کتابی را قبل از اهدا کردن یک نسخه از آن را به کاخ ممنوع کرد.

## هدف قانون واسپاری
این قانون ابتدا با هدف گسترش و حفاظت از مجموعه‌های سلطنتی و ملی تصویب شد. فرانسوای اول به قصد جمع‌آوری و نگهداری منابع منتشر شده در کشورش در مجموعه سلطنتی خود این فرمان را صادر کرد. اما در طول سالیان به ابزاری برای اهداف دیگر از جمله نظارت بر نشر، ممیزی، و حتی سانسور تبدیل شد. در فنلاند، فرانسه، و بسیاری کشورها تحت لوای این قانون و با تغییر هدف آن، سانسورهای شدیدی اعمال شد؛ ولی بعدها، به عنوان جزئی از قانون حق مؤلف، احقاق حقوق نویسندگان را مورد توجه قرار داد. امروزه، هدف قانون واسپاری حفظ میراث فرهنگ ملی هر کشور برای نسل‌های آینده است. این قانون همچنین به تدوین کتابشناسی ملی ــ به‌عنوان وسیله‌ای برای کنترل اطلاعات کتابشناختی و تسهیل آزادی دسترسی شهروندان به منابع و انتشارات ملی جهت تحقیق و پژوهش ــ کمک شایان می‌کند.

## در ایران
در ایران طبق قانون مصوب ۱۴/۹/۱۳۶۸ شورای عالی انقلاب فرهنگی هر ناشری موظف است ده نسخه به وزارت فرهنگ و ارشاد اسلامی تسلیم نماید که دو نسخه از آن طبق قانون به کتابخانه ملی تعلق دارد؛ بنابراین کتابخانه ملی را می‌توان یک کتابخانه واسپاری خواند. هرچند بر اساس آنچه در وبگاه کتابخانهٔ ملی نوشته شده هر ناشر موظف است حداقل ۲ نسخه را واسپاری کند و به ازای هر ۵۰۰ نسخه بیشتر از ۱۰۰۰ نسخه، یک نسخهٔ دیگر نیز واسپاری کند؛ یعنی اگر کتابی با شمارگان ۲۵۰۰ منتشر شود حداکثر ۵ نسخه واسپاری می‌شود. همچنین وزارت ارشاد مسئولیتش در این باره را به کتابخانهٔ ملی وانهاده است. نسخه‌های واسپاری‌شده به کتابخانه زیر بر حسب اولویت تعلق خواهند گرفت:
1. کتابخانه ملی ایران
2. کتابخانه دانشگاه تهران
3. کتابخانه مجلس شورای اسلامی
4. کتابخانه آستان قدس رضوی
5. کتابخانه آیت الله مرعشی
6. مرکز اسناد انقلاب اسلامی
7. نهاد کتابخانه‌های عمومی کشور

## کتابخانه واسپاری
کتابخانه واسپاری در کنار گسترش فعالیت‌های سازمان ملل متحد، در زمینه‌های مختلف یک ذخیره غنی اطلاعاتی که نیز که حاصل کوشش هزاران متخصص در زمینه‌های مختلف است، پدید آمده به‌طوری که سازمان ملل متحد به‌عنوان یکی از تولیدکنندگان اصلی اطلاعات و منبع عظیم انتشاراتی در جهان فعالیت می‌کند. طی پس از نیم‌قرن موجودیت و فعالیت سازمان ملل متحد و مؤسسات و کارگزاری‌های تخصصی آن، انبوهی از اسناد و مدارک و انتشارات جمع آمده که از لحاظ کیفی نقش مهم و تعیین‌کننده‌ای در انجام تحقیق و پژوهش در عرصه‌های مختلف دارند. از لحاظ کمّی نیز سهمی از فضای کتابخانه‌ها، آرشیوها، بانک‌های اطلاعاتی و غیره را به خود اختصاص داده است. در حقیقت این اسناد و مدارک و انتشارات، فعالیت سازمان ملل را منعکس می‌کند و روابط بین سازمان ملل و مردم دنیا است. این اسناد برای همه متخصصان روابط بین‌الملل، توسعه اقتصادی، علوم اجتماعی، پزشکی و… اهمیت فراوانی دارد.

### انتشارات سازمان ملل
انتشارات سازمان ملل شامل: گزارش‌های ادواری، سالنامه، کتاب و مجله است که به تمام کتابخانه‌های واسپاری جهان فرستاده می‌شود.
این انتشارات از ماه مه سال ۱۹۴۸ برای کتابخانه مجلس فرستاده می‌شود. کتابخانه مجلس شورای اسلامی ایران یکی از کتابخانه‌های واسپاری سازمان ملل بوده و چون full depossitory (واسپاری کامل) است، مطابق بند ۴۲ دستورالعمل سازمان ملل، کتابخانه‌های واسپاری باید دارای مخزن طبقه‌بندی شده باشند. از اردیبهشت‌ماه ۱۳۶۶ تا به حال کلیه مواد ارسالی طبقه‌بندی شده و در جای خود فایل شده است. در حال حاضر مراجعین کتابخانه علاوه بر دستیابی به کلیه انتشارات موجود در کتابخانه، همچنین می‌توانند از طریق جستجو در اینترنت به تمامی سایت‌های سازمان ملل دسترسی پیدا کنند.